# On Through the Night
On Through the Night es el álbum debut de la banda británica Def Leppard, publicado el 14 de marzo de 1980.

## Recepción
El álbum alcanzó la certificación de disco de platino otorgada por la RIAA el 9 de mayo de 1989. Se ubicó en la posición n.º 15 en la lista de éxitos británica UK Albums Chart y en la posición n.º 51 en la lista de éxitos estadounidense Billboard 200. Las canciones "Wasted" y "Hello America" fueron lanzadas como sencillos. Sin embargo, la versión de "Wasted" que aparece en el sencillo es diferente a la del álbum. Este disco fue producido por Tom Allom, más conocido por su trabajo con la banda británica Judas Priest.

## Lista de canciones
| Lado 1 |                                     |                                       |          |  |
| N.º    | Título                              | Escritor(es)                          | Duración |  |
| 1.     | «Rock Brigade»                      | Rick Savage, Steve Clark, Joe Elliott | 3:09     |  |
| 2.     | «Hello America»                     | Savage, Clark, Elliott                | 3:27     |  |
| 3.     | «Sorrow Is a Woman»                 | Savage, Clark, Pete Willis, Elliott   | 3:54     |  |
| 4.     | «It Could Be You»                   | Willis, Elliott                       | 2:33     |  |
| 5.     | «Satellite»                         | Savage, Clark, Willis, Elliott        | 4:28     |  |
| 6.     | «When the Walls Came Tumbling Down» | Clark, Elliott, Andrew Smith          | 4:44     |  |

| Lado 2 |                        |                                |          |  |
| N.º    | Título                 | Escritor(es)                   | Duración |  |
| 7.     | «Wasted»               | Clark, Elliott                 | 3:45     |  |
| 8.     | «Rocks Off»            | Willis, Savage, Clark, Elliott | 3:42     |  |
| 9.     | «It Don't Matter»      | Willis, Elliott, Clark         | 3:21     |  |
| 10.    | «Answer to the Master» | Willis, Clark, Savage, Elliott | 3:13     |  |
| 11.    | «Overture»             | Savage, Clark, Willis, Elliott | 7:44     |  |

## Personal
- Steve Clark – guitarra
- Rick Savage – bajo
- Pete Willis – guitarra
- Rick Allen – batería
- Joe Elliott – voz